# Doomsday for the Heretic
Doomsday for the Heretic è il secondo album dei Metal Inquisitor, pubblicato nel 2005.

## Tracce
1. Recall of the Heretical Past – 0:55
2. Doomsday for the Heretic – 5:50
3. Restricted Agony – 4:04
4. Thane of Cowder – 3:48
5. Star Chaser – 4:17
6. Midnight Rider – 5:10
7. Legion of Grey – 2:48
8. Infamia – 8:10
9. Logan's Run – 4:28
10. M4-A1 – 4:37
11. Invader – 3:42
12. Bad Boys Hardrock Police – 4:45

## Formazione
- El Rojo - voce
- Blumi - chitarra
- T.P. - chitarra
- KronoS - basso
- Havoc - batteria